# Malmö Opera

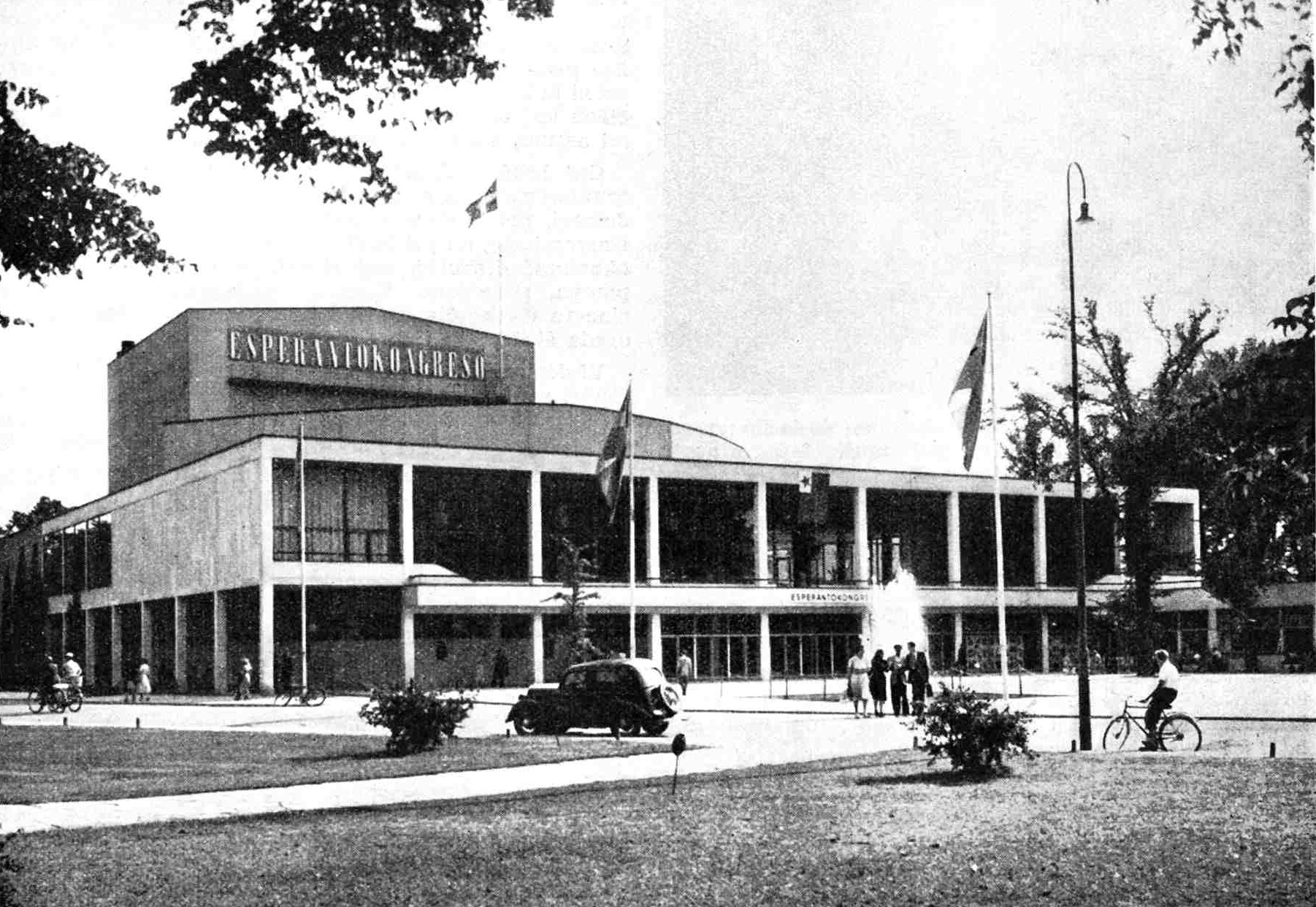
Dåvarande Malmö stadsteater, 1948.

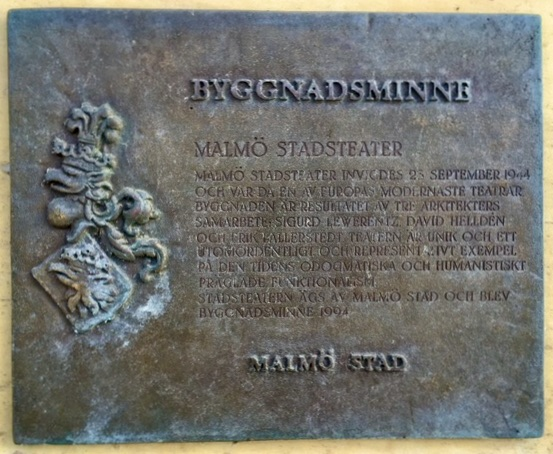
Plakett på utsidan av Malmö Opera med information om att huset är byggnadsminne sedan 1994.

Malmö Opera (tidigare Malmö Stadsteater respektive Malmö Opera och Musikteater) är en musikdramatisk verksamhet med ett musik- och operahus i Malmö. Det är ett av Nordens största operahus. Huset ligger vid Östra Rönneholmsvägen 20 i centrala Malmö. Verksamheten drivs av Malmö Opera och Musikteater AB, som ägs av Region Skåne.

## Operabyggnaden och dess bakgrund som Malmö stadsteater
Malmös första stora teater, Malmö Teater, grundades 1808, men slutade användas 1938. 1931 bildades Föreningen Malmö Stadsteater för att uppföra en modern teaterbyggnad och en stadsteater innefattande talteater, opera, operett och dylikt, balett, pantomim och symfonisk konsertverksamhet. En kraftfull ordförande och dominerande kommunalpolitiker vid namn Emil Olsson genomförde teaterbygget under andra världskriget. Den nya teaterbyggnaden är ritad av arkitekterna Sigurd Lewerentz, David Helldén och Erik Lallerstedt. Sigurd Lewerentz fick redan på 1920-talet ett utredningsuppdrag för en ny teater i Malmö och föreslog då en byggnad i utpräglad klassisk stil. Lewerentz ursprungliga förslag fick dock ge vika för nya arkitektoniska strömningar i Sverige och husets utformning blev i funktionalismens anda. Huset byggdes från 1933 till 1944 och invigdes den 23 september 1944. Byggnaden ansågs vara norra Europas mest moderna teater. Teaterbyggnaden kombinerar en funktionalistisk uppdelning i flera byggnadsvolymer för olika ändamål med ett monumentalt formspråk med klassiska drag, i synnerhet den storslagna entréfasadens marmorklädda pelare och stora fönsterytor. Stora foajén anses vara särskilt vacker, utsmyckad med konstverk av bland andra Carl Milles och Isaac Grünewald. 
Byggnaden innefattar Stora scenen, Intiman (tillhör numera den dramatiska ensemblen kallad Malmö Stadsteater) och sedermera även Verkstan, hemmascen för operans barn- och ungdomsverksamhet, Operaverkstan. I anslutning ligger teaterrestaurangens länga. Från 1944 till början av 1990-talet har en omfattande och varierad scenisk verksamhet ägt rum där (och på andra friliggande scener, såsom Nya Teatern; numera privatteatern Nöjesteatern) inom ramen för dåvarande Malmö Stadsteater.
Malmö fick sin teater till en låg kostnad. År 1944 fick staden betala 6 miljoner kronor. I 2008 års penningvärde skulle det ha motsvarat cirka 113 miljoner kronor. Totalt gick det nya teaterhuset med scenteknik, inredning, ljudanläggning med mera på omkring 140 miljoner kronor i 1992 års kostnadsläge. 
Malmö stadsteater från 1944 är ett monument över drömmen om folkteatern. Fortfarande efter över 80 år uppfattas den som praktfull, modern och inbjudande. Sedan den 13 december 1994 är teatern dessutom byggnadsminnesmärkt.
Den stora scenen har en av Nordens största salonger. Auditoriet rymmer som mest 1 511 åskådare, av vilka tio är rullstolsplatser och tio ledsagarplatser. Med hjälp av inskjutbara väggar kan salongen förminskas till fyra olika storlekar. Själva scenen tillhör de största i Europa. Förscenen är höj- och sänkbar och kan antingen användas som orkesterdike – kan rymma runt 60 musiker – som del av salongen eller som en direkt fortsättning av huvudscenen. Huvudscenen är 25 meter djup och 25 meter hög. Scenytan är 600 kvadratmeter. Scenöppningens höjd är sju meter och bredden kan varieras mellan 15 och 21 meter. Vridscenen är 20 meter i diameter.

### Konstnärlig utsmyckning
Piazzan utanför byggnaden pryds av Nils Sjögrens Tragos (1953). I den nedre foajén finner man Bror Marklunds imposanta Thalia av brons. I den övre foajén finner man en mängd skulpturer, bland andra Carl Eldhs Ung flicka (marmor) och en fontänfigur (gips), Anders Jönssons Afrodite (brons), Clarence Blums Dansen går (brons), Gunnar Nylunds Cavalcade (chamotte), Isaac Grünewalds Commedia dell'arte, Wäinö Aaltonens Georg Schnéevoigt (brons), Anders Olssons Oscar Winge (brons) samt Carl Milles Fanny och Selma (marmor). Övre foajén utsmyckas även av två stora oljemålningar av Martin Emond med motiv hämtade från pjäser av Shakespeare.

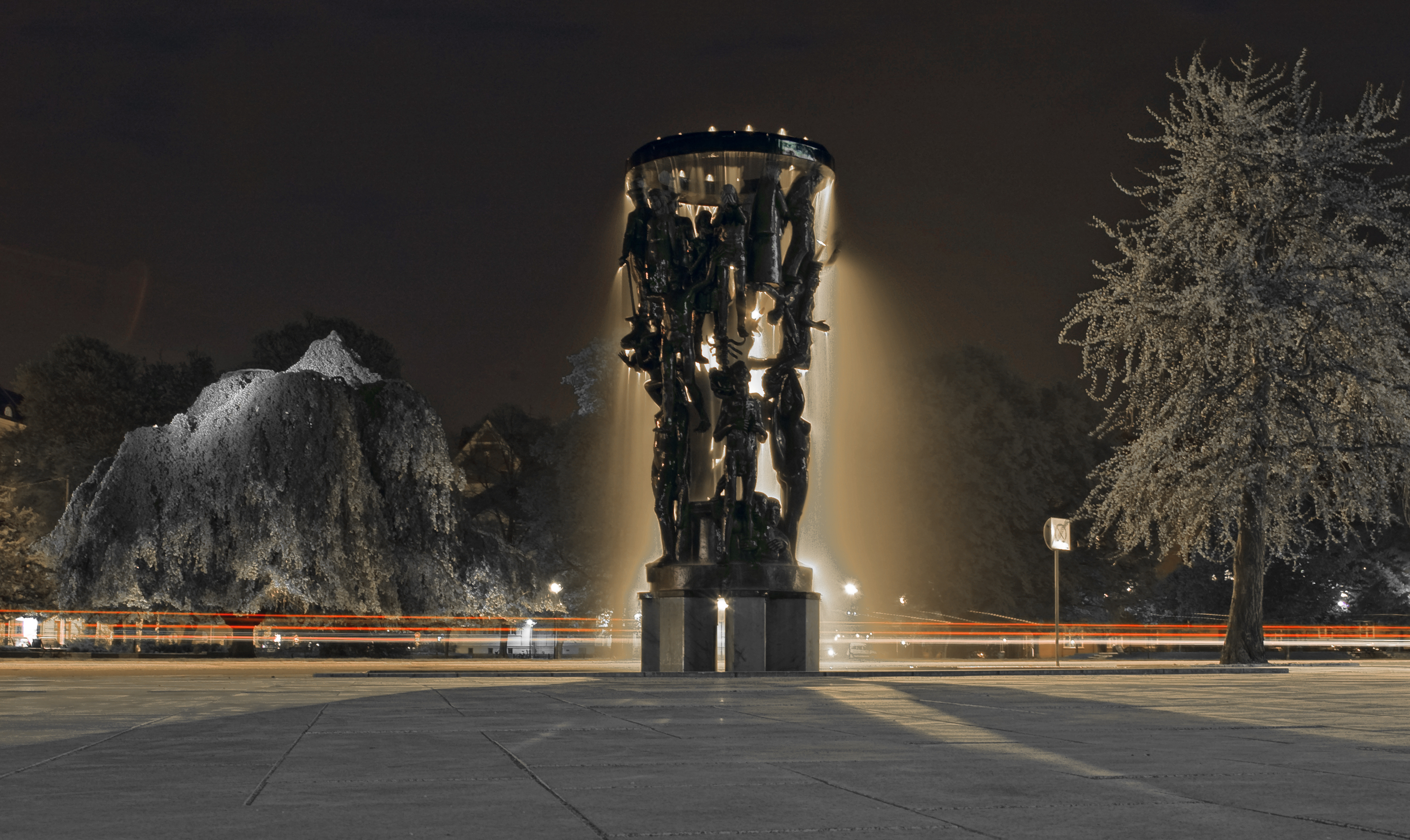
Nils Sjögrens Tragos
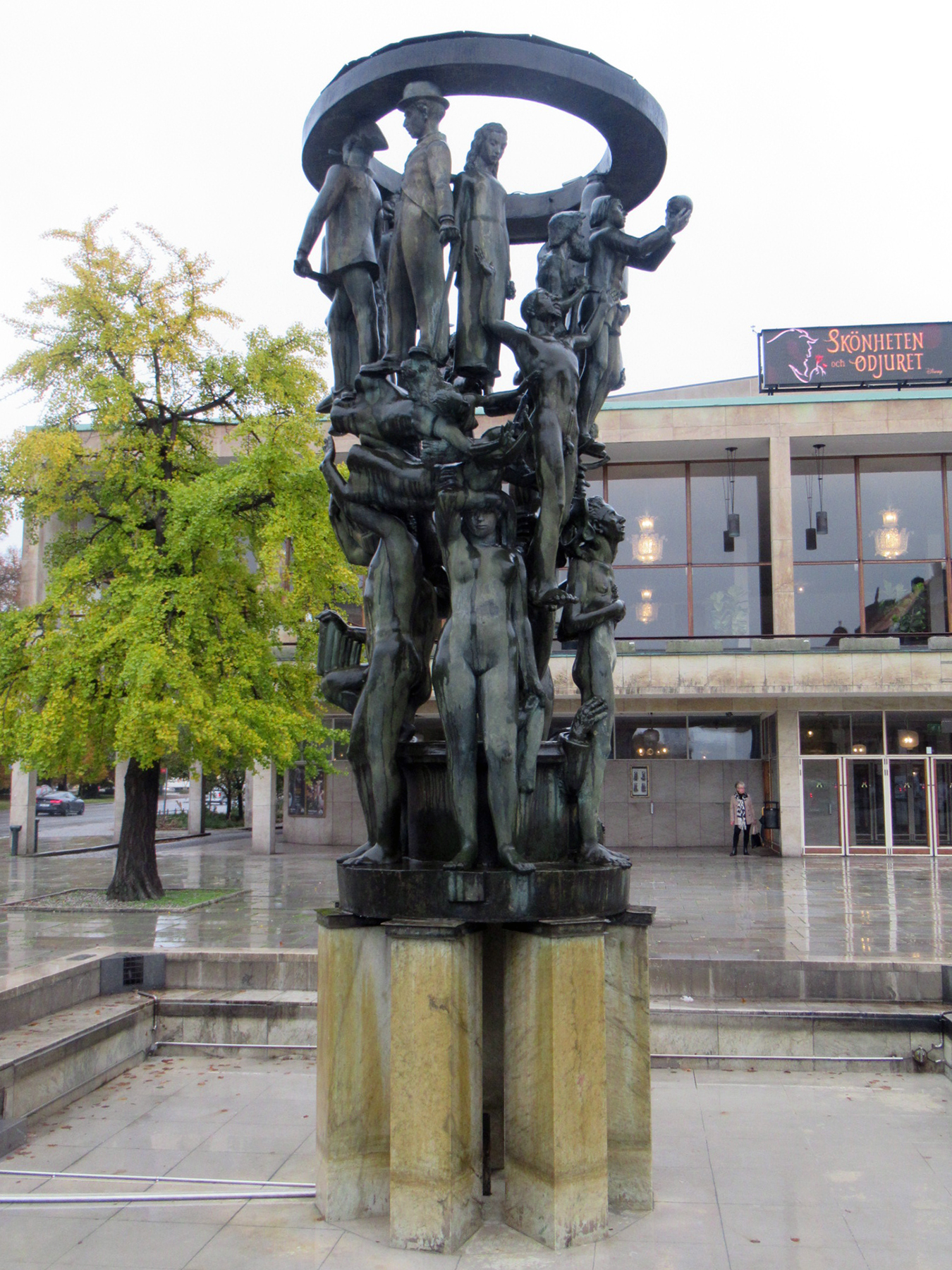
Tragos

### Verksamheter
Många namnkunniga scenkonstnärer har verkat där genom åren, såsom Ingmar Bergman och hans kända aktörer (Max von Sydow, Bibi Andersson, Harriet Andersson, Gunnel Lindblom, Ingrid Thulin, Jarl Kulle, Jan Malmsjö, Lars Passgård med flera), Birgit Nilsson, Sixten Ehrling, Bo Widerberg, Ernst-Hugo Järegård, Nils Poppe, Tommy Körberg, Bengt Krantz, Rickard Söderberg, Marianne Mörck, Lars Humble, Göran Stangertz, Nina Gunke, Birgitta Smiding, Karin Mang-Habashi, Philip Zandén, Lars Rudolfsson, Staffan Valdemar Holm, Peter Oskarson, Peter Stein, en mängd operett- och musikalartister som Ing-Britt Stiber, Lars Ekman, Maj Lindström, Tommy Juth, Nina Pressing (inklusive gäster som Charlotte Perelli, Sanna Nielsen, Peter Jöback, Sven-Bertil Taube, Tommy Körberg, Nanne Grönvall, Petra Nielsen, Linda Olsson, Andreas Weise), dansare och operasångare från hela världen.
Fram till invigningen av Malmö konserthus 1985 fungerade stora scenen också en gång i veckan som konsertsal för Malmö symfoniorkester med klassiska konserter, utöver att orkestern också fungerade som stadsteaterns teaterorkester för opera, operett, musikal och balett.
På den stora scenen har även Sveriges Television arrangerat evenemang som Melodifestivalen 1988, 1995, 1998 och 2001.

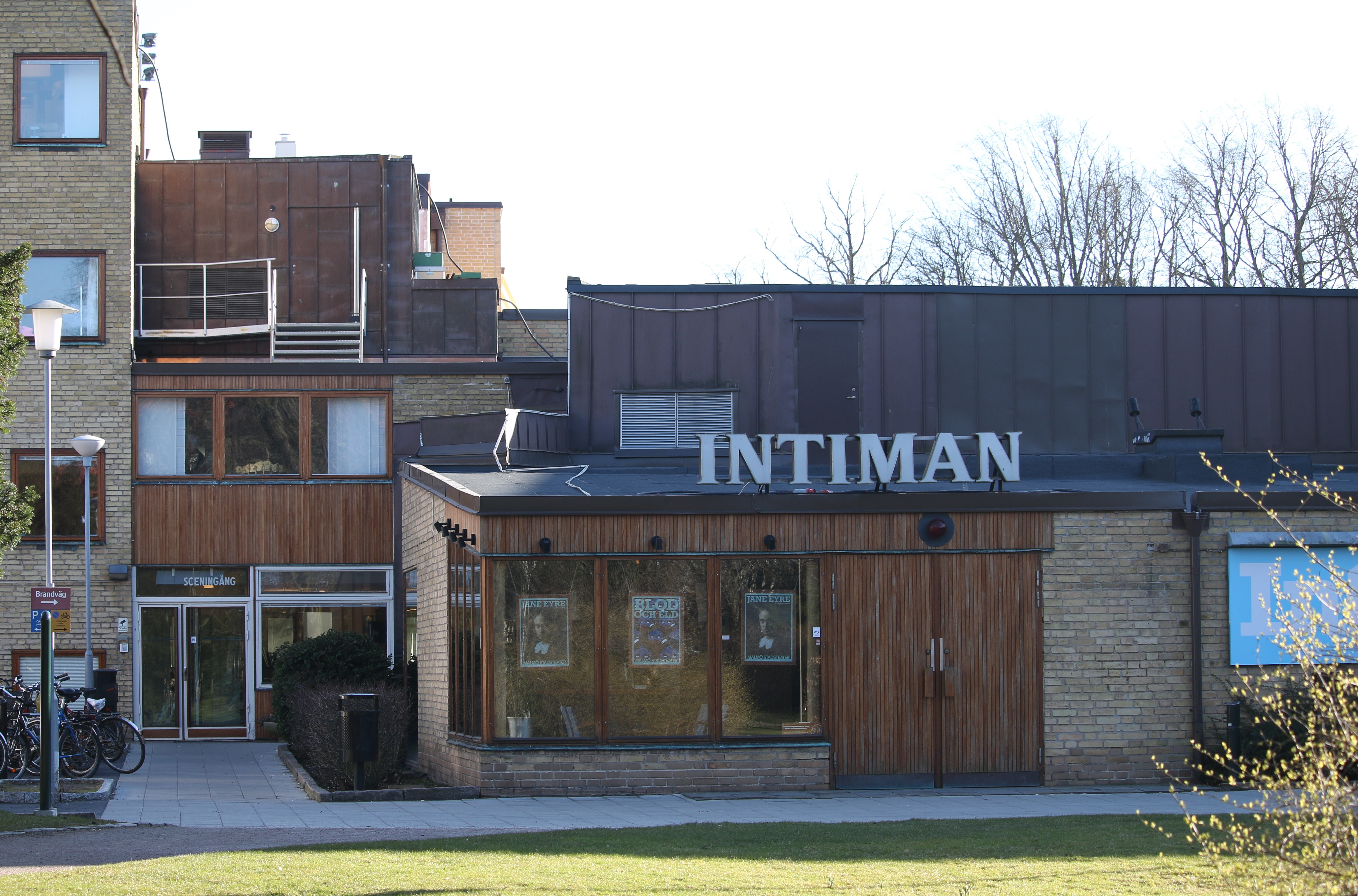
Intiman

### Malmöbaletten 1944–1995
Redan från teaterns invigning 1944 fanns ett eget balettkompani, Malmöbaletten, som en del av verksamheten med Carl-Gustaf Kruuse af Verchou som dess förste chef och balettmästare, med bland andra hustrun Inga Berggren som solist blandat med skolade dansare och före detta underhållningsdansare från Hippodromen. Man startade därför en intern balettskolning för att höja kvaliteten och 1961 kompletterades den med Malmö Stadsteaters Balettelevskola för barn och unga blivande dansare, som ofta också kom att medverka vid teaterns föreställningar. 
Efterhand tog baletten sin plats som en kvalitativ balettensemble, som årligen framförde såväl kända klassiska baletter som originalverk (bland annat den av Kruuse och Ingmar Bergman skapade Skymningslekar, 1954 med musik av Ingvar Wieslander; Rune Lindströms och Erland von Kochs Simson och Delila, 1964; Conny Borgs och Michael Smiths Elvira Madigan, 1977 och Gunnar de Frumeries Johannesnatten, 1981, med ny koreografi av Elsa-Marianne von Rosen) och verk i riktning mot modern dans. Dessutom medverkade dansare ofta i andra produktioner på teatern, opera, operett, musikal och undantagsvis vissa talteater-produktioner. I den stora omstruktureringen av teatern lades baletten ned och ersattes med den fristående Skånes dansteater med enbart modern dans 1995.
Chefer (och ofta koreografer/dansare) för Malmöbaletten var Carl-Gustaf Kruuse af Verchou (1944–1962), Holger Reenberg (1962–1967), Teddy Rhodin (1967–1970), Stella Claire (tillförordnad 1970–1971), Conny Borg (1971–1980), Elsa-Marianne von Rosen (1980–1987) och Jonas Kåge (1987–1995).

## Omstruktureringen
I början av 1990-talet inleddes en stor omstrukturering av verksamheten, då organisationen Malmö Stadsteater upplöstes och ersattes av en koncern med skilda bolag för respektive talteater (Malmö Dramatiska Teater, sedan 2008 åter under nygamla namnet Malmö Stadsteater), opera och musikdramatik (Malmö Opera och Musikteater, numera Malmö Opera), modern dans (Skånes Dansteater; ersatte den tidigare balettverksamheten) och Malmö symfoniorkester MSO i Malmö Konserthus (ersattes för den sceniska verksamheten av den nybildade Malmö Operaorkester), och senare blev dessa fristående bolag med respektive Malmö stad och Region Skåne som ägare. 1990 ombildades den ekonomiska föreningen till Aktiebolaget Malmö Stadsteater, som 1993 övergick i Malmö Musik och Teater AB, vilket från och med 2002 namnändrades till Malmö Opera och Musikteater AB och senare det kortare Malmö Opera.

## Nuvarande Malmö Operas verksamhet
Malmö Opera spelar opera och musikal, både nyskrivna svenska verk och klassiska operor. I övrigt arrangeras temakonserter, galakvällar, och gästspel. All opera framförs på sitt originalspråk med några få undantag. Målen för Malmö Opera är professionella regissörer, scenografer, sångare, librettister och dirigenter i teamwork, som ger vår tids musikdramatik möjlighet att växa. Ett centrum för morgondagens musikteater. Förste chef blev regissören Lars Rudolfsson, som inledde verksamheten med en uppsättning av Benjamin Brittens "En midsommarnattsdröm". 
Operan har också profilerat sig med ett antal nyskrivna svenska/utländska operor och moderniserade tolkningar av äldre eller mindre kända verk, (stor uppmärksamhet fick till exempel Peter Oskarsons uppsättning av Verdis Rigoletto (1994) med Loa Falkman och Dilber Yunus) förutom en del publikdragande musikaler såsom Dåliga Mänskor, Jesus Christ Superstar, Les Misérables, Singin' in the Rain, utöver tidigare succéer som Ingmar Bergmans Glada änkan (1954), Röde Orm från Kullen (1978), La Cage aux Folles (1985) samt ett stort antal operetter (flera med Nils Poppe), då Malmö länge var känd som "operetternas stad". 2006–2011 var kompositören Jonas Forssell knuten till Operan som "huskompositör" med tre beställda operor, Träskoprinsessan (2006), Death and the Maiden (2007) och Hemligheter (2011) i vilken rollen som Swedenborg var specialskriven för barytonen Bengt Krantz. Utöver 2010-talet beställdes även familjeoperan Snödrottningen efter H.C. Andersens saga av tonsättaren Benjamin Staern och librettisten Anelia Kadieva Jonsson som var en stor publikframgång under 2016 samt 2018.

### Malmö operaorkester
1991 bildades Malmö operaorkester. Idag består orkestern av cirka 60 musiker. Orkestern spelar allt från kammarmusik, opera för barn, konserter, musikaler till stora operor. Orkestern har gjort flera skivinspelningar. I juni 2016 invigdes en ny tillbyggnad med stor orkestersal, övningsrum etc. för orkesterns verksamhet och även musikinspelningar.

### Malmö operakör
Malmö opera har en egen operakör bestående av 36 personer. Kören leddes av kormästare Sofia Söderberg Eberhard och från år 2010 av Elisabeth Boström fram till 2019, därefter av Elena Mitrevska. Arbetsuppgifterna är mycket varierande och omfattar opera, musikal och konserter av olika slag. Medlemmar ur både dam- och manskören utför ofta solistroller i teaterns uppsättningar.

### Operaverkstan
Sedan 2002 har Malmö Opera arbetat med att låta barn och ungdomar möta opera på ett nytt sätt, då man startade den särskilda, prisbelönta produktionen av musikdramatik för barn och ungdomar. Operaverkstan startades som ett projekt efter en donation från Sparbanksstiftelsen Skåne och permanentades fyra år senare med Verkstan som egen hemmascen.  
Där spelas både nyskriven operadramatik, experimentell opera och kärleksfulla omtolkningar av klassiker med barn både på scenen och i publiken. Tillsammans har man skapat en konstnärlig verkstad med ord, toner, bilder, sång och rytm, där barn och unga, deras lärare och andra vuxna tillsammans upptäcker musikens alla möjligheter. Operaverkstan samarbetar brett med fria teatergrupper, skolor, kulturskolor och andra institutioner och producerar flera föreställningar varje år. Här spelar det interaktiva en central roll och i många av produktionerna medverkar barn och unga tillsammans med professionella artister. Dess uttalade mål är att stärka barn och ungas livsglädje och framtidstro och bjuda på nya upplevelser att ta med sig i livet.
Regissören och librettisten Maria Sundqvist har sedan starten varit Operaverkstans konstnärliga ledare. Under hennes ledning har Operaverkstan blivit en ledande producent av scenkonst för barn och unga. Något som har belönats med både positiv respons från de unga, glädjestrålande recensioner och flera tunga priser, såsom till exempel Region Skånes Särskilda kulturutmärkelse 2010.

## Konstnärliga ledare
Konstnärliga ledare för Malmö Opera var bland andra Philip Zandén och Lars Rudolfsson de första åren. I december 2009 tog Bengt Hall över som konstnärlig ledare efter att Lars Tibell och Göran K Johansson lämnade. Sommaren 2017 tog den danska tonsättaren, musikpedagogen och dirigenten Michael Bojesen över chefskapet, som senare fick lämna sitt uppdrag den 19 april 2022. Från och med november 2023 har Christina Hörnell denna position.

## Renovering 1973 och 2004
Vid invigningen 1944 stod Malmö Stadsteater på toppen av modern teknik. Efter bara ett litet tag var den plötsligt omodern. Redan 1973 byggdes tre nya kontrollrum i stora teatern, där 63 platser på parketten offrades. Nya belysningsanläggningar installerades både för Intiman och Stora scenen. Det krävdes också större verkstäder plus ett dekorationsmagasin i teaterhuset.
Att förbättra akustiken på Stora scenen var en mycket komplicerad process eftersom salongen kunde omvandlas till fyra olika storlekar. Det blev inte lika trångt när den ekonomiska administrationen 1973 kunde hysas in i kontor i byggnader på närliggande Helmfeltsgatan. Då övertogs också den gamla Åbergska skolan, som efter upprustning benämnes Gula paviljongen och innesluter repetitionslokaler, scenografrum, kostymateljéer, arkiv mm. 
Hela tiden fylldes renoveringsprogrammet på. Slutligen stängdes teatern under åtta månader 1986–1987 då det spelades i olika provisoriska lokaler, bland annat i ett varmluftstält. När teatern åter öppnades i februari 1987 kunde styrelsens ordförande Curt Åke Olsson konstatera att både Storan och Intiman fått nya fåtöljer, att vridscenen moderniserats, ny ventilation hade installerats och orkesterdiket hade byggts ut. Allesammans för ungefär 20 miljoner kronor. 
Malmö Opera renoverades ännu en gång år 2004, då föreställningarna flyttades till Båghallarna i Västra hamnen (nuvarande hemmascen för Skånes Dansteater). Teatern återinvigdes igen i februari 2006. 

## Vänförening och utmärkelser
Till Operans verksamhet är knutet en fristående publik vänförening, Malmö Operas Vänner.
Malmö Operas Vänner bildades som ideell förening år 2000 med syfte att tillvarata publikens intresse, stödja Malmö Operas verksamhet och främja dess utveckling. Vänföreningen skall enligt sin målsättning medverka till att Malmö Operas ställning i Malmö med region bevaras och stärkes. Föreningen är inriktad på att genom kulturaktiviteter främja intresset för kvalificerad musikdramatisk verksamhet.
Ur ekonomiskt överskott i föreningens verksamhet utges årligen stipendier och stödjande bidrag.